# Heliocles I
Vua Heliocles (tiếng Hy Lạp:  Ἡλιοκλῆς) của vương quốc Hy Lạp-Bactria, cai trị khoảng 145-130 TCN, có thể là con trai hoặc em trai và là người kế nhiệm của Eucratides I Đại đế, và cũng có thể là vị vua Hy Lạp cuối cùng trị vì trên đất nước Bactria. Triều đại ông gặp nhiều khó khăn nhất. Theo sử gia La Mã là Justin, Eucratides bị giết bởi con trai ông và là người đồng cai trị, mặc dù Justin không nêu tên thủ phạm. Việc giết cha đoạt vị đó có thể đã dẫn tới sự mất ổn định, thậm chí là một cuộc nội chiến: đây chính là nguyên nhân khiến các vùng đất của đế quốc ở Ấn Độ bị mất vào tay nhà vua Ấn-Hy Lạp Menandros I Soter.
Từ năm 130 TCN một tộc người du mục, người Nguyệt Chi, bắt đầu xâm chiếm Bactria từ phía bắc và chúng ta có thể giả định rằng Heliocles bị chết trận trong cuộc xâm lược này. Thông tin chi tiết từ các nguồn Trung Quốc dường như chỉ ra rằng cuộc xâm lược của dân du mục đã không khiến nền văn minh ở Bactria kết thúc hoàn toàn. Các thành phố Hy Lạp hóa tiếp tục tồn tại một thời gian, và hệ thống nông nghiệp không bị phá hủy.
Ngay cả nếu điều này là sự kết thúc của vương quốc Hy Lạp-Bactria ban đầu, người Hy Lạp vẫn sẽ tiếp tục cai trị ở tây bắc Ấn Độ vào cuối thế kỷ 1 TCN, dưới thời Vương quốc Ấn-Hy Lạp. Không rõ liệu là triều đại của Eucratides đã kết thúc với cái chết của Heliokles I hoặc là các thành viên của hoàng tộc này đã di cư về phía đông. Một số vị vua Ấn-Hy Lạp sau này, bao gồm Heliokles II, việc đúc tiền có thể được tiến hành cùng với triều đại.